# Chenini Nahal
La municipalitat o baladiyya de Chenini Nahal (àrab: بلدية شنني النحال, baladiyyat Xaninī an-Naḥāl) és una municipalitat de Tunísia que agrupa dos petits pobles limítrofes, Chenini i Nahal, dins l'oasi de Gabès, uns 5 km al nord-oest de la ciutat de Gabès. Administrativament està vinculada a la governació de Gabès i compten, com a municipalitat, amb 14.803 en 2014.

## Economia
Immersos en un vast oasi, s'hi practica una agricultura intensiva de palmeres datileres, arbres fruiters (especialment magraners) i horta, amb un paper destacat de la producció d'alquena.
Darrerament també s'hi ha desenvolupat un incipient turisme.

## Administració
Forma una municipalitat o baladiyya amb codi geogràfic 51 12 (ISO 3166-2:TN-12).
Al mateix temps, es troba repartida en quatre sectors o imades de la delegació o mutamadiyya de Gabès Ouest (51 52):
- Nahal (51 52 53)
- Chenini Nord (51 52 55)
- Chenini Est (51 52 56)
- Chenini Ouest (51 52 57)